# Ochropleura deleta
Ochropleura deleta là một loài bướm đêm trong họ Noctuidae.